# Pseudophysocephala capensis
Pseudophysocephala capensis är en tvåvingeart som först beskrevs av Krober 1931.  Pseudophysocephala capensis ingår i släktet Pseudophysocephala och familjen stekelflugor. Inga underarter finns listade i Catalogue of Life.